# Corda
|  | Per a altres significats, vegeu «Corda (desambiguació)». |

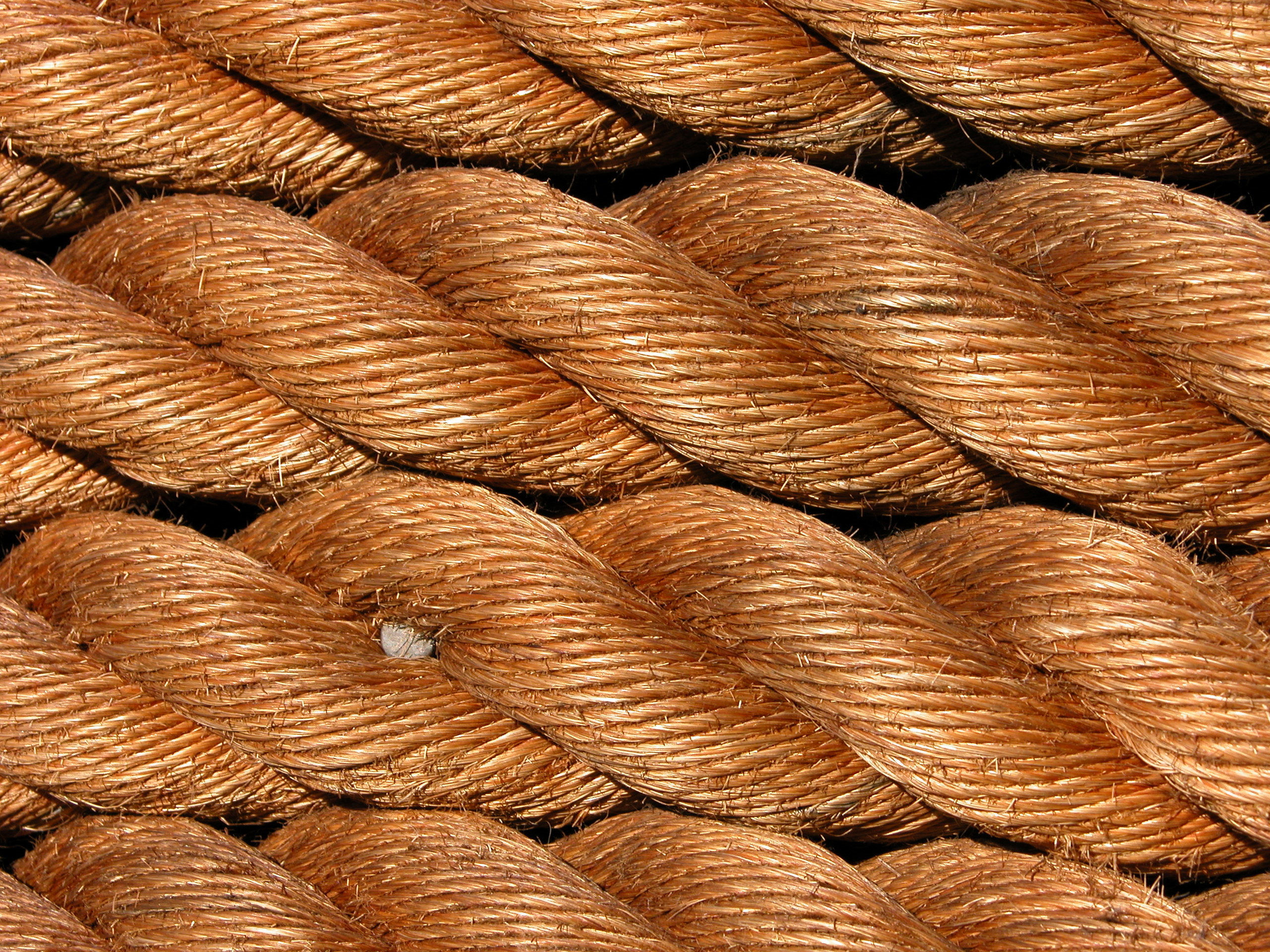
Detall d'una corda.

Una corda és un element format per fibres tèxtils torçades o trenades únicament en sentit longitudinal, a fi de confeccionar peces resistents i flexibles del gruix desitjat i qualsevol llargada. Les fibres poden ser naturals: cànem, lli, llana, cotó, seda i d'altres o artificials a partir de derivats plàstics, principalment niló i perló. Si les cordes són constituïdes de fibres metàl·liques (acer, coure, alumini) reben el nom de cables.

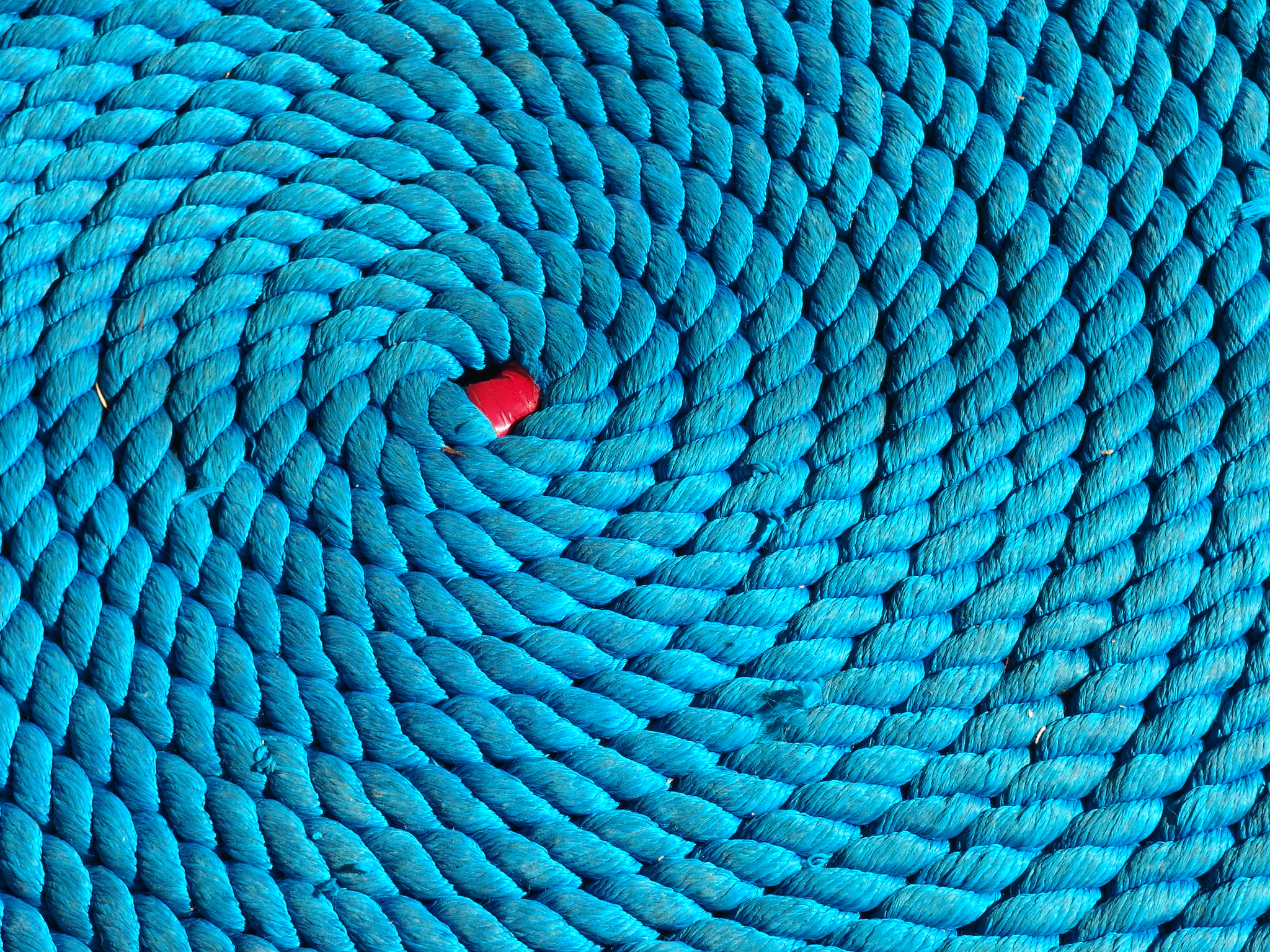
Una corda enrotllada.

El seu ús bàsic és lligar de forma permanent o temporal un o diversos elements entre si o amb d'altres (a partir de fer nusos). També tenen usos derivats com poden ser els treballs de tracció, de suspensió vertical i el traçat de línies rectes.
S'utilitza en treballs d'alçada per assegurar o prevenir la caiguda d'objectes o persones. També en esports relacionats amb el muntanyisme per assegurar els seus practicants o per fer descensos en ràpel. En aquesta activitat el seu ús ha determinat l'adopció de la paraula cordada per definir un grup d'alpinistes que progressen junts.
La corda és utilitzada com eina per l'home des dels principis de la seva existència amb un gran ventall d'usos, essent el corders la persona que té com a ofici fer cordes.
És utilitzada també per molts animals irracionals i un bon nombre d'aquests poden –igual que l'home- confeccionar-la o produir-la a la mesura exacta de les seves necessitats.
Per tal que pugui ser utilitzada, però, la corda s'ha de poder lligar i això s'aconsegueix mitjançant els nusos. D'aquests n'hi ha molts. Cada aplicació de corda té els nusos adients. La combinació d'aquests amb la corda dona a aquesta eina la versatilitat que l'hi coneixem.
Reben el nom de cordes –sense ser-ho pròpiament- els cables vibràtils dels instruments musicals cordòfons, que entren en vibració en ser percudides com en el cas del piano, fregades com en el violí, o pinçades o polsades com succeeix amb la guitarra.
Reben també el nom de cordes els grups de persones lligats per una afinitat determinada o interessos comuns.
Les expressions "corda" i "donar corda" a un rellotge o un mecanisme accionat per peses o una molla venen de l'època dels rellotges mecànics accionats per peses penjades d'una corda. El descens de la pesa (o peses) per acció de la gravetat es transmetia a un corró que accionava el rellotge. Donar corda significava cargolar novament la corda desenroscada del corró per a permetre el funcionament continuat del mecanisme. L'operació de tensar la molla en rellotges accionats per molles va conservar l'expressió.

## Materials
Les cordes es fabricaven amb fibres naturals: abacà, cànem, sisal, espart, lli, cotó, fibra de coco, jute… Des de fa anys moltes cordes es fabriquen a partir de fibres sintètiques: poliamida, polipropilè, polièster…
Alguns materials naturals (llana, seda, papir, ...) han estat i són encara usats de forma puntual per a fer cordes per a usos no industrials i poc freqüents.

## Usos
Les cordes han estat usades des d'èpoques prehistòriques per a tasques molt diverses. Per a caçar, per a pescar, per a navegar, per a dominar animals domèstics, per a construir cases, per a fer ponts,... La propietat més important de les cordes és la seva capacitat per a suportar esforços de tracció. Altres propietats són la seva flexibilitat relativa (que permet redirigir-les amb politges, transmetre potència o adaptar-les a un argue o un torn…). Per a unir-les, afermar-les i altres funcions s'han inventat molts tipus de nusos (alguns dels quals aprofiten el fregament de la mateixa corda - o entre corda i element relacionat- per a obtenir un "tancament de forma" molt efectiu, sense que es traven).

### Cordes d'escalada
Les cordes més indicades per a fer escalada són les anomenades cordes dinàmiques, una mena de cordes que en cas de caiguda de l'escalador s'allarguen de forma proporcionada per a minvar l'estrebada final i reduir el risc de lesions.

### Cordes per a rescats
Les cordes usades en operacions de rescat, espeleologia, ràpel i altres són anomenades estàtiques o pseudoestàtiques. El seu allargament sota tensió és molt inferior al de les cordes dinàmiques. No estan fabricades per a amortir la caiguda lliure de l'usuari.

### Cordes navals
Les cordes usades en vaixells, pel que fa al seu allargament, poden classificar-se des del tipus dinàmic fins al tipus pseudoestàtic passant per tota la gamma intermèdia.
Una gúmena o amarra cal que sigui elàstica. Una drissa o una escota de floc convé que no s'allargui gaire sota tensió. Una escota per a una vela major amb botavara (que treballi a una tensió moderada) pot ser rígida o elàstica.
Un exemple extrem d'un dels usos de les cordes a bord d'un vaixell és el cas del clíper Lightning (1853), amb una eixàrcia ferma formada per calabrots de cànem de Rússia de gairebé 30 cm de diàmetre.

### Cordes de pònting
Les cordes per a practicar el pònting i activitats similars, que impliquen la caiguda lliure i voluntària dels practicants, són molt elàstiques.

## Fabricació
La fabricació de les cordes pot classificar-se en tres grups:
- les cordes torçades
- les cordes trenades
- cordes d'altres tipus

### Cordes torçades

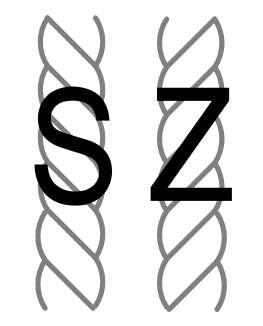
Torçat a esquerres S i torçat a dretes Z.

Les cordes fabricades per torsió de les fibres són les cordes tradicionals de les societats occidentals.
Una corda torçada típica consisteix en tres caps o cordons (prèviament torçats cap a la dreta) torçats conjuntament cap a la dreta.
Hi ha una norma, l'ISO 2, que simbolitza el sentit de la torsió mitjançant les lletres S i Z. El sentit de la torsió està determinat pel sentit dels cordons amb la corda estirada davant de l'observador. En una corda torçada a dretes (Z) els cordons giren segons el sentit horari. En una corda torçada a esquerres (S) els cordons giren en sentit antihorari (en sentit contrari al de les busques d'un rellotge tradicional).

### Cordes de cànem i espart
El sistema tradicional de filar cordes (els corders de cànem s'anomenen també filadors de cànem) de forma "manual" consistia en etapes successives ben determinades:
- primer calia preparar la fibra a partir de la planta, passant-la per un pinte (instrument proveït de pues per pentinar el jute, rastellar o pentinar el cànem, cardar la llana) i classificar-la (fibres)
- a partir del fil / filàstica es fabricava el cordó (segona torsió)
- amb tres o més cordons es fabricava una corda, de la mena (diàmetres) i llargària determinades per la funció (tercera torsió).

El sistema anterior de fabricació resumeix de forma grollera la fabricació artesanal de cordes. Hi ha operacions necessàries que no estan descrites. Algunes d'aquestes operacions implicaven l'ús d'eines o estris específics, alguns dels quals eren veritables mecanismes (senzills, però enginyosos i no mancats d'una certa complexitat).
La fabricació de cordes exigeix espais tan grans com la llargària de les cordes a fabricar. Hi ha una terminologia específica per als elements tèxtils i les eines emprades.
També hi ha un lèxic específic per a cada varietat de corda tradicional.

### Cordes trenades

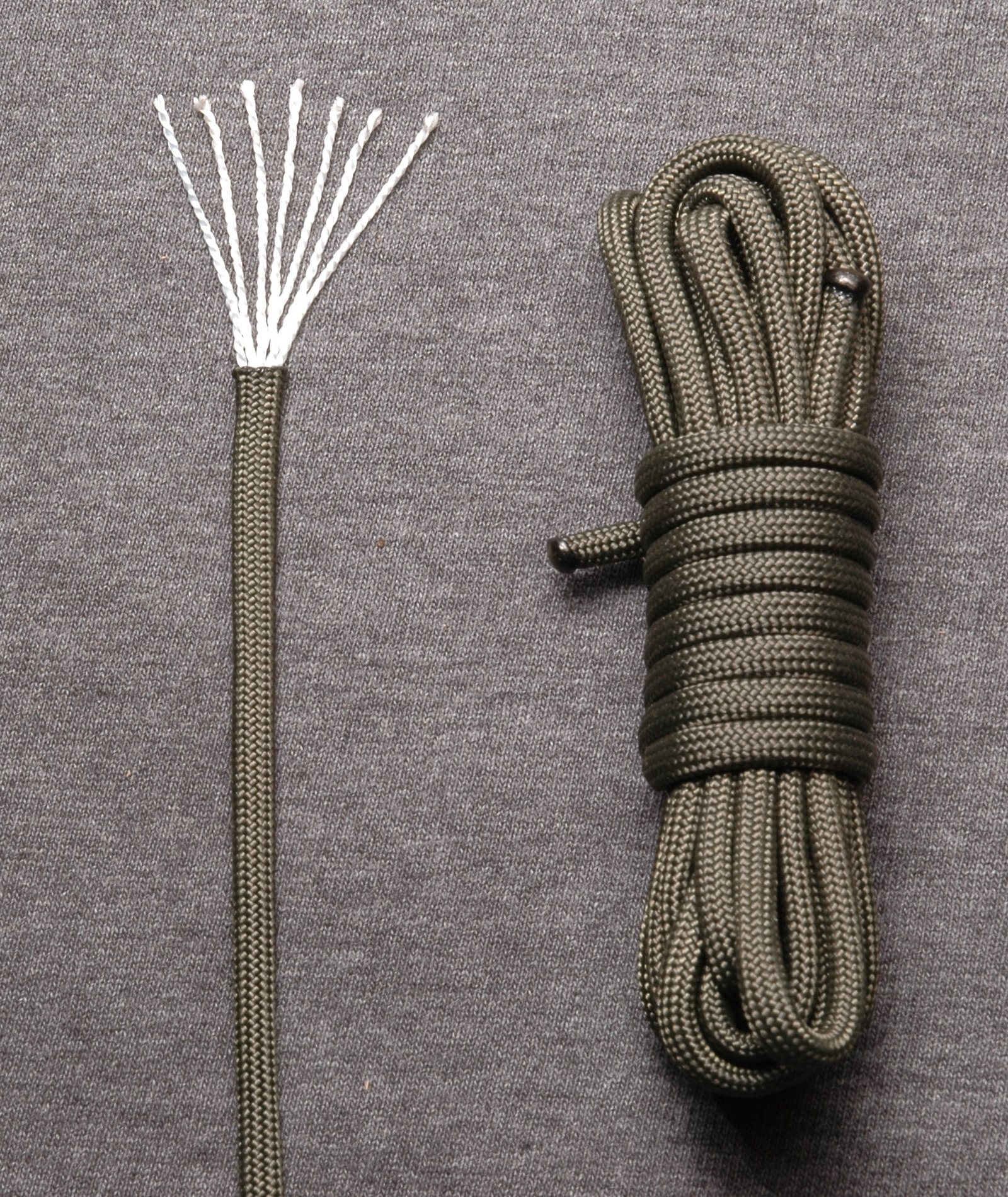
La corda de paracaigudes és una corda lleugera de niló segons el sistema de "nucli i folre". El nucli de la corda de la figura està format per 7 cordons de dos fils. Els folre està trenat a partir de 32 fils.

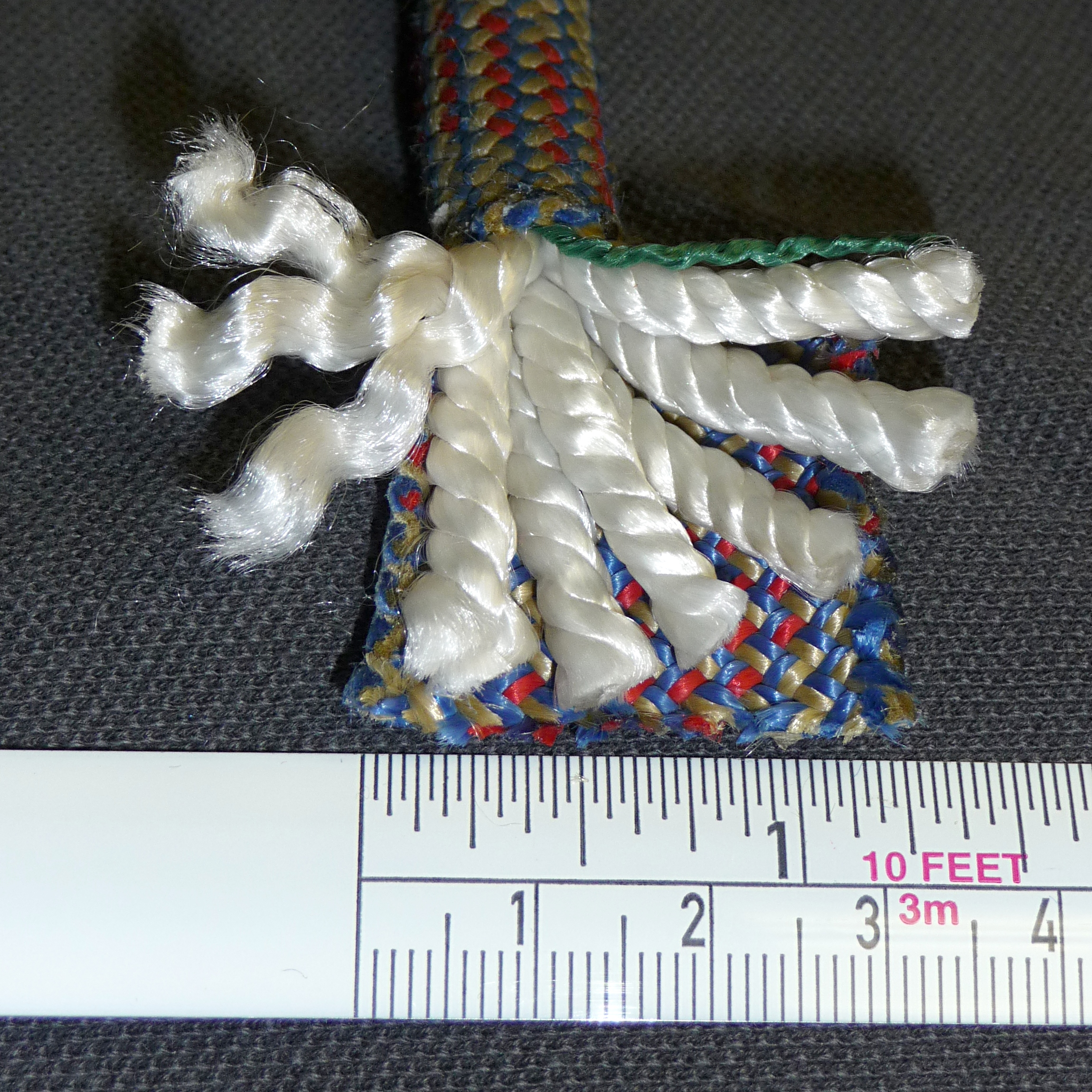
Corda d'escalada dinàmica de tipus "kernmantle", amb nucli torçat i folre trenat. El folre tallat i obert permet observar els detalls.

Les cordes trenades es fabriquen enllaçant els cordons segons un patró que recorda el de les trenes. Els tipus més habituals són els següents:
- Trenat simple. Les cordes trenades segons aquest model tenen un nombre parell de cordons. Les de vuit cordons o dotze cordons són típiques. Els cordons es trenen entre si en forma circular. La meitat dels cordons a dretes i l'altra meitat a esquerres. La seqüència dels enllaços o encavalcaments pot ser normal ("a la plana" o en estil de tafetà) o discontínua (en estil sarja). L'espai buit que queda en la part central pot ser petit o gran. En el darrer cas es parla d'una corda trenada buida.
- Trenat doble. Una corda amb doble trenat està formada per un nucli trenat i un folre igualment trenat. És freqüent que el nucli estigui projectat per a suportar la major part de la força de tracció mentre que el folre serveix de protecció contra l'abrasió i la radiació solar.
- Trenat sòlid. Segons aquest sistema els cordons van tots en la mateixa direcció (tots a dretes o tots a esquerres) i es van alternant per a formar el nucli i el folre de la corda. (Aquest sistema és freqüent en cordes per a usos generals i molt poc emprat en cordes especialitzades d'altes prestacions).
- Sistema de "nucli i folre" ("kermantle" en anglès).

Les cordes d'aquest tipus estan formades per un nucli de fibres llargues torçades i un folre de fibres teixides. El nucli proporciona la major part de la resistència (de l'ordre del 70%) mentre que el folre serveix de protecció i determina la manejabilitat i altres propietats (coeficient de fregament; facilitat de retenció amb la mà, politges o torns; facilitat per a fer i desfer nusos…).
En les cordes dinàmiques les fibres del nucli són curtes i estan torçades perquè les cordes siguin més "elàstiques" (en el sentit que tinguin més allargament sota tensió). Les cordes "estàtiques" es fabriquen amb les fibres del nucli sense torçar i un folre més espès o atapeït. Així són més rígides i amb un allargament menor.
Les cordes trenades es fabriquen, generalment, de niló, polièster o polipropilè. El niló té unes propietats mecàniques però és poc resistent a les radiacions U.V. El polièster és gairebé tan fort com el niló (90%), s'allarga menys sota tensió, és més resistent a l'abrasió, més resistent a les radiacions U.V. i canvia menys de longitud en mullar-se. El polipropilè és econòmic i molt lleuger: les cordes de polipropilè suren en aigua dolça i salada.

### Cordes d'altres tipus

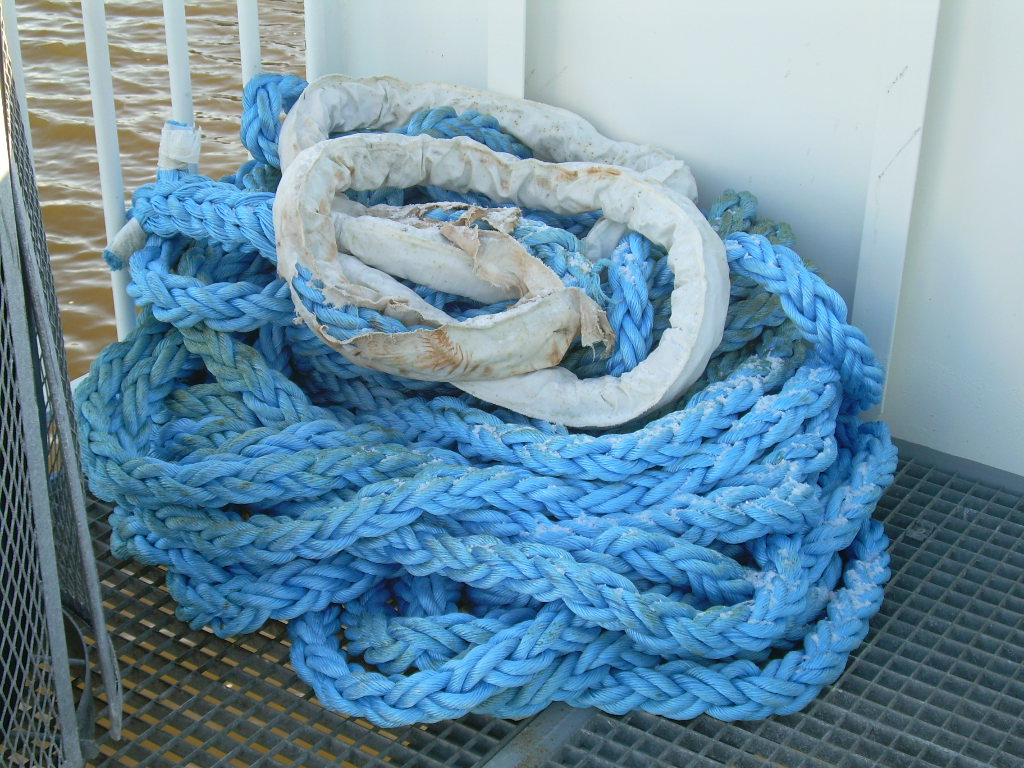
Gúmena o amarra, exemple de corda trenada.

A més dels tipus descrits anteriorment hi ha altres tipus de cordes. Entre altres els següents:
- Corda de "trena quadrada" ("plaited rope" en anglès). Fabricada trenant fibres torçades. D'aspecte menys rodó i llis que altres cordes, i més aspra al tacte, és (o pot ser, en funció del material usat) molt flexible i fàcil de fer nusos i de manejar. La seva tendència a retorçar-se és menor que en altres cordes. (D'altra banda totes les fibres queden exposades a l'abrasió i les radiacions solars, amb els inconvenients associats de desgast i degradació).
- Corda "trenada amb cordes de trena quadrada" ("brait rope" en anglès). Es tracta d'una corda amb escassa tendència a cargolar-se i amb gran capacitat d'absorció d'energia quan se sotmet a traccions brusques. És molt usada pels grimpadors d'arbres i treballadors similars. També és molt adequada per a amarres de vaixells i cordes d'ancoratge. (El sistema "brait rope" fou introduït per la firma Yale Cordage).
- Corda "torçada sens fi" ("endless winding rope" en anglès).

## Conservació de les cordes

### Emmagatzemar cordes sense estrenar
Les cordes tradicionals de cànem i altres fibres naturals s'emmagatzemaven sovint formant mola, caragolades segons un cilindre o tor. Per a prevenir entortolligaments i embolics hom assegurava la mola amb cordills (o similars) lligats en sentit radial a espais regulars. Els caps de les cordes anaven acabats amb un empeçolat, una lligada que impedia que s'esfilagarsessin els caps.
Les cordes modernes de fibres sintètiques es guarden de manera similar o enrotllades en corrons. Els caps s'acostumen a fondre en calent. Així queden totes les fibres soldades fent una sola peça, impedint que els caps es desfacin.

### Desar cordes usades
Les cordes s'haurien de desar seguint la pràctica següent:
- Esbaldir amb aigua dolça les cordes que s'hagin mullat amb aigua de mar. Quan l'aigua salada s'evapora els cristalls de sal poden fregar les fibres i malmetre-les.
- Deixar assecar les cordes esbaldides.
- Revisar les cordes abans de plegar-les. Si hi ha defectes o indicis de pèrdua de resistència, classificar les cordes per a serveis secundaris en els que la resistència no sigui crítica.
- Plegar-les formant un cabdell o una mola. Assegurar el cabdell amb un nus fiador. Assegurar la mola amb lligades radials perquè no es desfaci.
- Desar-les en un lloc sec i sense radiacions solars.

### Endreçar cordes temporalment
En els diferents serveis (nàutica, escalada, salvament, ...) on són usades les cordes hi ha períodes en què cal endreçar-les temporalment entre dues operacions. És gairebé imprescindible i recomanable plegar cada corda de manera adequada quan no es necessita de forma immediata. Cada disciplina i cada corda acostumen a fer aconsellable un procediment particular de plegat temporal. Una corda sense plegar és un destorb innecessari i perillós. Una corda ben plegada no s'embolica ni destorba. I es pot desplegar en pocs instants.
No és gens aconsellable trepitjar les cordes, especialment si hi ha la possibilitat de partícules abrasives (sorra, cristalls de sal…) en l'interior de la corda.

## Expressions relacionades amb corda
- "Donar corda" a un rellotge o mecanisme.
- "Cap de corda". Cap en el sentit d'extrem. Cada corda de dos caps.
- "Cap de corda". En música.
- "Cap de corda". En escalada.
- "Tenir un cap de corda". Tenir una mania, una dèria.

## Documents històrics sobre cordes i similars
Com a elements auxiliars usats en circumstàncies i oficis diversos, les cordes consten de forma específica en la literatura i documents de tota mena. Alguns exemples són prou interessants.

### Corda especial citada en elTirant lo Blanc
A l'obra esmentada hi ha una descripció realista i detallada d'una operació militar consistent en la destrucció d'una nau enemiga mitjançant una corda prima, una corda gruixuda ("gúmena"), un nedador expert i agosarat, un argue i altres. El relat indica de forma clara que una corda té dos caps.

### Cordes en els vaixells medievals
La importància de les cordes en els vaixells medievals està documentada en algunes obres especialitzades. Aquestes obres parlen de diversos materials (cànem, espart), indiquen conceptes generals (eixàrcia, cordam) i contenen altres punts relacionats directament amb les cordes.

### Les cordes de l'obelisc del Vaticà
L'any 1586 i sota la direcció de Domenico Fontana es va transportar, alçar i plantar l'obelisc de la Plaça de Sant Pere al Vaticà.
Es tractava d'una operació molt complexa i perillosa. Calia coordinar 900 operaris directes, 75 cavalls, milers de metres de corda i uns quants argues i politges. Per a impedir destorbs que posessin en risc la maniobra, el papa Sixt V havia decretat la pena de mort per a qualsevol persona que trenqués el silenci. I una forca i un botxí eren a la plaça per a recordar el decret.
Diu la tradició que un tal Bresca, capità d'un vaixell genovès, veient que les cordes perillaven de trencar-se sota l'esforç va exclamar: "Mulleu les cordes!!". ("Acqua alle corde" o "Aiga, dai de l'aiga ae corde" segons diferents narracions). Fontana va fer mullar les cordes i Bresca fou recompensat en lloc de ser penjat.

### Cordes en unllaütdelriuEbre
Formant part de l'eixàrcia d'una embarcació de vela hi ha diverses cordes que tenen una funció específica i reben un nom especial. La terminologia del cordam dels llaguts que navegaven pel riu Ebre presenta algunes variants en relació amb la dels llaguts d'altres contrades.

### El cordill català en una novel·la de Hemingway
En l'obra "El vell i el mar", Ernest Miller Hemingway parla del "...bon cordill català...". La cita elogia, de forma implícita, la indústria catalana dels corders i cordillers. També indica l'ús del cordill com a llinya a l'illa de Cuba.

### Corders de marina
Antigament la fabricació de cordes per a vaixells (de cànem, de sisal, d'abacà…) fou molt important en la costa de marina de Barcelona i en altres indrets. Alguns documentals recorden aquesta tradició, mantinguda per empreses que fabriquen amarres per a tot el món amb tècniques i materials moderns.